# Розов, Николай Сергеевич
Никола́й Серге́евич Розов (род. 16 марта 1958, Новосибирск, СССР) — советский и российский философ, специалист по социальной философии, философии истории, теоретической истории и макросоциологии. Доктор философских наук (1993), профессор.
Руководитель Центра социальной философии и теоретической истории при Институте философии и права СО РАН и Новосибирском государственном университете.

## Образование и учёные степени
В 1983 году окончил факультет психологии МГУ имени М. В. Ломоносова (научный руководитель дипломной работы В. В. Давыдов). Во время учёбы в университете слушал лекции Б. В. Зейгарник, П. Я. Гальперина, А. Н. Леонтьева и А. Р. Лурии. Посещал лекции М. К. Мамардашвили во ВГИК, а также заседания Московского методологического кружка Г. П. Щедровицкого.
В 1989 году в ТГУ имени В. В. Куйбышева защитил диссертацию на соискание учёной степени кандидата философских наук по теме «Методологический анализ моделирования социокультурных объектов» (специальность 09.00.11 — социальная философия).
В 1993 году в МГУ имени М. В. Ломоносова защитил диссертацию на соискание учёной степени доктора философских наук по теме «Ценностное обоснование гуманитарного образования в современном мире» (специальность 09.00.11 — социальная философия). Научный консультант — доктор философских наук, профессор А. Н. Кочергин. Официальные оппоненты — академик РАО, доктор философских наук, профессор В. И. Купцов, академик РАО, доктор философских наук, профессор Ф. Т. Михайлов и доктор философских наук, профессор П. К. Гречко. Ведущая организация — Институт философии РАН.
Руководитель Центра социальной философии и теоретической истории при Институте философии и права СО РАН и Новосибирском государственном университете.
Проходил стажировку в Центре «Концепт» под руководством С. П. Никанорова, где подготовил материалы для формальной концепции развития этики. Также стажировался в Центре Фернана Броделя под руководством Иммануила Валлерстайна. Консультировался и встречался с Дж. Арриги, М. Вартофским, И. Р. Пригожиным, Ч. Тилли, Д. Уилкинсоном и К. Чейз-Данном.
Член редакционных советов журналов «Человек», «Сибирский философский журнал», Философия и общество, «Идеи и идеалы», Cliodynamics, «Полития», «Гуманитарный вектор», «Journal of Globalization Studies», «Social Evolution and History».
Перевёл книги Р. Коллинза «Социология философий: глобальная теория интеллектуального изменения» (Новосибирск, 2002, 1280 с., совместно с Ю. Б. Вертгейм) и «Макроистория: очерки социологии большой длительности» (Москва, 2015, 500 с.).
Составитель и научный редактор альманаха «Время мира» и серии коллективных трудов «Макросоциология и теоретическая история».
Автор более 350 научных работ, в том числе нескольких монографий.

## Основные направления научных исследований
- Философия истории
- Теоретическая история и макросоциология
- Философия и методология социальных наук
- Социальная и политическая история России
- Политическая социология
- Теория ценностей
- Философия образования
- Клиодинамика.
- Происхождение языка и сознания

## Диссертации
- Кандидатская диссертация «Методологический анализ моделирования социокультурных объектов» выполнена под руководством проф. И. С. Ладенко. В диссертации были разведены и уточнены понятия экспликации и формализации, выделены уровни экспликации (эмпирический, предметно-теоретический, системный, математический) и уровни формализации языковых выражений (предложения естественного языка, нормализованные выражения, символические формы и выражения формализованного языка).
- В докторской диссертации «Ценностное обоснование гуманитарного образования в современном мире» на основе анализа классических и современных работ по теории ценностей и философии образования построена концепция конструктивной аксиологии, проведено априористское обоснование общезначимых («минимальных») ценностей, обоснован принцип паритета образовательных ценностей (ориентации на потребности Общества, ценности Культуры и интересы Личности), обоснованы принципы построения содержания и методов гуманитарного образования, реализованы в эскизном проекте проблемной междисциплинарной структуры гуманитарного образования для негуманитарных специальностей.

## Результаты философских и научных исследований
- В книге «Структура цивилизации и тенденции мирового развития» (Новосибирск, 1992) разработаны основы социальной культурологии, строго определено понятие мегатенденции мирового развития.
- В книге «Ценности в проблемном мире» (Новосибирск, 1998) рассмотрены исторические, историко-философские и этические предпосылки и основания ценностного сознания и общезначимых ценностей, заданы принципы конструктивной аксиологии как направления систематической рефлексии, критики и обновления ценностных систем. Эти идеи и понятия использованы для постановки и эскизного решения глобальных проблем устойчивого развития, разрешения и конструктивизации конфликтов, в частности, территориальных, связанных с контролем над ресурсами, а также проблем международных и национальных требований к социально-гуманитарному образованию.
- В книге «Философия и теория истории. Книга 1. Пролегомены»(Москва, 2002, 2е изд. 2019) проведено философское обоснование теоретической истории как самостоятельной и перспективной дисциплины, развернуто представление о взаимоотношении теорий, парадигм и исследовательских программ, описаны наиболее яркие и плодотворные подходы и результаты исследований по теоретической истории в современной зарубежной науке (Р.Карнейро, Р.Коллинз, Т.Скочпол, А.Стинчкомб и др.), проведен обзор современных альтернативных взглядов на периодизацию Всемирной истории и предложен новый философски и теоретически обоснованный вариант периодизации, представлены концепции социальной онтологии, модели динамических стратегий, базовых факторов социальной эволюции. Рассмотрены проблемы современного кризисного развития философии и факторов изменения долговременной значимости философских проблем. Представлена идея номологического синтеза социальных наук на основе интеграции накапливаемых проверяемых теоретических результатов.
- В книге «Историческая макросоциология: методология и методы»(Новосибирск, 2009) представлена область исследований, в которой посредством объективных методов социальных наук изучаются механизмы и закономерности крупных и долговременных исторических процессов и явлений, таких как происхождение, динамика, трансформации, взаимодействие, гибель обществ, государств, мировых систем и цивилизаций. Книга пособием для исследователей в этой обширной и увлекательной области. За основу взяты методология исследовательских программ, синтез индуктивного, сравнительно-исторического и гипотетико-дедуктивного подходов, а также наиболее продуктивные методы современных социальных и исторических наук. Проанализированы эволюция и основные актуальные проблемы эпистемологии социального познания. Представлены основания, основные направления, методы и модели исторической макросоциологии. Детально описаны и увязаны между собой логические и концептуальные средства качественного и количественного анализа причинности в исторической динамике. Развернут метод теоретической истории в девяти основных этапах и сотнях конкретных исследовательских процедур.
- В книге «Колея и перевал. Макросоциологические основания стратегий России в 21 веке» (Москва, 2011) представлен обзор обширного ряда направлений бурно развивающейся в мире дисциплины — исторической макросоциологии, разработана общая модель исторической динамики, выстроены понятийные связи между ментальными, социальными структурами и динамическими процессами микро-, мезо- и макроуровней, систематизированы наиболее конструктивные концепции и модели экосоциальной, социально-политической, геополитической, геоэкономической и геокультурной динамики, сформулированы условия адекватности ответов общества на вызовы, сценарии и развилки политического развития, условия становления демократии. На основе этого весьма сложного и богатого понятийного аппарата сделана попытка выявить природу «русской власти», раскрыть внутренний порождающий механизм циклов российской истории, показать его динамическую связь с национальным менталитетом (как разнообразием типовых габитусов), с внешними динамическими сферами. Показана структура негативных процессов в современной России, кроющихся под внешним покровом «стабильности». На тех же макросоциологических основаниях разработаны принципы, ориентиры, приоритеты и эскизные долговременные стратегии страны в гражданской, социально-политической, геоэкономической, геокультурной и геополитической сферах.
- В книге «Философия и теория истории. Книга 2. Причины, динамика и смысл революций» (Москва, 2019) выделены основные сдвиги в современном социально-историческом познании, сформулированы соответствующие принципы. Выстроен концептуальный мост между уровнями макро- и микро- (structure и agency) с учетом их динамики и взаимовлияния. Построена общая теория трансформации политических отношений и режимов с приложением к динамике разнообразных неопатримониальных режимов. Главная идея книги — порядок в беспорядке — состоит в утверждении значимости универсальных закономерностей социального взаимодействия, свойств сознания и поведения людей в самых острых кризисах, жестоких конфликтах и бурных революциях, которые обычно принято считать «иррациональной стихией» и «хаосом». С этих позиций проанализирована роль разного типа революций и революционных волн в контексте гуманистической версии смысла мировой истории в пяти автономных процессах модернизации. Особое внимание уделено причинам назревания кризисов и революционных ситуаций, закономерностям государственного распада, механизмам конфликтной динамики, взаимосвязи макро-, мезо-, и микропроцессов в революционные периоды на материале Большой Русской революции (1905—1930 гг.), хода политических конфликтов 1917 г., переломных дней Февраля в Петрограде и Евромайдана в Киеве, а также сравнения распадов Российской империи и Югославии. Обоснованы принципы и критерии легитимности постреволюционных режимов. В приложениях рассмотрены причины и пределы ускорения истории, возможности приложения макросоциологических теорий Р. Коллинза к истории России, ее современной политике и перспективам.
- В книге «Идеи и интеллектуалы в потоке истории: Макросоциология философии, науки и образования» (Новосибирск, 2015, 2-е изд. Мо., 2019) представлены очерки с широким тематическим разнообразием: платонизм и социологизм в онтологии научного знания, роль идей в социально-историческом развитии, механизмы эволюции интеллектуальных институтов, причины стагнации философии и история попыток «отмены философии», философский анализ феномена мечты, драма отношений философии и политики в истории России, роль интеллектуалов в периоды реакции и трудности этического выбора, обвинения и оправдания геополитики как науки, академическая реформа и ценности науки, будущее университетов, преподавание отечественной истории, будущее мировой философии, размышление о смысле истории как о перманентном испытании, преодоление дилеммы «провинциализма» и «туземства» в российской философии и социальном познании. Пестрые темы объединяет сочетание философского и макросоциологического подходов: при рассмотрении каждой проблемы выявляются глубинные основания высказываний, проводится рассуждение на отвлеченном, принципиальном уровне, которое дополняется анализом исторических трендов и закономерностей развития, проясняющих суть дела.
- В книге «Происхождение языка и сознания» (Новосибирск, 2022) Развернута эволюционная концепция происхождения и развития языковых структур, способностей сознания, начиная с ранних этапов антропогенеза (австралопитеки и ранние Homo) вплоть до верхнего палеолита (средние сапиенсы). Концепция объединяет модели генно-культурной коэволюции, культурного драйва, многоуровневого отбора, наиболее конструктивные и убедительные результаты современных исследований глоттогенеза (Д. Бикертон, Р. Бойд, Дж.‑Л. Десаль, Р. Джакендофф, Т. Дикон, М. Дональд, Д. Дор, К. Лаланд, П. Ричерсон, Р. Рэнгем, К. Стерелни, М. Томаселло, В. Уилдген, Дж. Харфорд и др.). Объединены в единую конструкцию психологические и микросоциологические идеи Л. С. Выготского, Б. Скиннера, Дм. Узнадзе, Р. Коллинза. На этих основаниях построена эволюционная модель, связывающая техноприродные ниши, социальные порядки, коммуникативные заботы с многообразными обеспечивающими структурами: от ритуальных практик, вокальных проб, знаковых и семантических единиц — до нейронных механизмов речи и их наследственных задатков. Разработана методология проверки суждений о конкретных этапах глоттогенеза как расширение номологического подхода К. Гемпеля, что позволяет использовать не только косвенные эмпирические данные археологии, палеоклиматологии, палеогенетики, но также актуальные наблюдения, аналоговые и компьютерные эксперименты для тестирования гипотез — верификации и фальсификации теоретических объяснений.
- К коллективной монографии (совместно с Пустовойтом Ю. А., Филипповым С. И., Цыганковым В. В.) «Революционные волны в ритмах глобальной модернизации» революционные волны как крупные и сложные явления мировой истории рассмотрены с разных позиций: микросоциологии эмоциональных и идеологических взаимодействий, протестной мобилизации, причин социально-политических кризисов и революций, волновых связей между революциями, включенности революционных волн в ритмы модернизации и контрмодернизации, миросистемных и геополитических сдвигов. На основе различных связей между революциями построена типология волн и составлена их генеральная совокупность (с начала XVI в. по настоящее время). Представлены модели, объясняющие динамику роста и угасания волн. Рассмотрена противоречивая роль революций и волн в пяти основных трендах глобальной модернизации: бюрократизация, секуляризация, капиталистическая индустриализация, демократизация и авангардизм в культурном творчестве. Разработанные модели и концепции опробованы на материале конкретных волн Предмодерна и раннего Модерна (XVI—XVIII вв.). Проведен сравнительный анализ революций наиболее яркой волны классического Модерна — «Весны народов» 1848—1849 гг., волн, связанных с обеими мировыми войнами XX в., волн бархатных и цветных революций, «Арабской весны» 2011—2012 гг. Растущая политическая напряженность, экономические кризисы, военные конфликты, массовые миграции в глобализующемся и все более тесном мире XXI в. указывают на начало нового периода турбулентности, чреватого возникновением новых революционных волн.
- В серии статей в журналах «Полис», Политейа", «Сравнительная политика», СОЦИС, «Общественные науки и современность» и др. построена общая теория трансформации политических отношений и режимов, обоснованы принципы и критерии легитимности постреволюционных режимов, исследована динамика неототалитарных режимов, определены причины и пределы ускорения истории.

## Публикации
Автор более 380 научных трудов, в том числе:

### Монографии
- Розов Н. С. Культура, ценности и развитие образования. М., 1992.
- Розов Н. С. Структура цивилизации и тенденции мирового развития. Новосибирск: НГУ, 1992.
- Розов Н. С. Философия гуманитарного образования: Ценностные основания и концепция базового гуманитарного образования в высшей школе. — М., 1993.
- Розов Н. С. Ценности в проблемном мире: философские основания и социальные приложения конструктивной аксиологии. — Новосибирск: НГУ, 1998.
- Розов Н. С. Философия и теория истории. Книга 1. Пролегомены. — М.: Логос, 2002.
- Розов Н. С. Историческая макросоциология: методология и методы. — Новосибирск: НГУ. 2009.
- Розов Н. С. Колея перевал: макросоциологические основания стратегий России в XXI веке.— М.: РОССПЭН, 2011. — 735 с.
- Розов Н. С. Идеи и интеллектуалы в потоке истории: макросоциология философии, науки и образования. — Новосибирск: Манускрипт, 2016. — 340 с.
- Розов Н. С. Философия и теория истории. Книга вторая. Причины, динамика и смысл революций. — М.: УРСС, 2019.
- Розов Н. С. Происхождение языка и сознания. Как социальные порядки и коммуникативные заботы порождали речевые и когнитивные способности. — Новосибирск: Манускрипт, 2022. — 355 с. {Рец. Е. Н. Панова}

### Статьи
- Возможность теоретической истории: ответ на вызов Карла Поппера // Вопросы философии, 1995, 12.
- Теоретическая история как исследовательская программа: фундаментальные понятия и принципы // Проблемы исторического познания. — М.: Наука, 1999. — С. 71—83.
- Война всегда рядом: сущность и происхождение массового организованного насилия / Макродинамика: Новосибирск, Наука, 2002.
- Возможны ли «быстрые открытия» и накопление знаний в социальных науках? / Макродинамика — Новосибирск: Наука, 2002.
- «Социология философий» Рэндалла Коллинза — новый этап самосознания интеллектуалов в мировой истории (Предисловие к книге: Коллинз Р. Социология философий: глобальная теория интеллектуального изменения. Новосибирск, 2002.)
- Причины долговременной значимости философских проблем (Что делает философскую проблему великой?)/ Макродинамика. — Новосибирск: Наука, 2002
- Онтология научного знания: можно ли пройти между Сциллой платонизма и Харибдой социологизма? // Вестник НГУ, Серия Философия и право. 2004, Том 2, выпуск 1.,с.5-17.
- Смысл истории как испытание человеческого рода в пространствах изменений // Философия и общество, 2005, 3. С.5-25.
- Цикличность российской политической истории как болезнь: возможно ли выздоровление? // Полис, 2006, 2.
- Закон Ибн Халдуна. К чему может привести рост коррупции и силового принуждения в России // Политический класс. 2006, 16.
- Природа преступности и механизмы криминализации общества // Журнал социологии и социальной антропологии. 2006. № 2. С. 152—167.
- Социологический реляционизм С. Фукса и объяснение «рабочего платонизма» в математике // Философия науки 2006. № 3(30). С.39-48.
- Теоретизация истории и роль математики // История и Математика: Концептуальное пространство и направления поиска / Ред. П. В. Турчин и др. М.: УРСС, 2007. С. 19-30.
- Природа русской власти: от метафор к концепции (совместно с В. А. Дубовцевым) // Полис, 2007, 3. С. 8-14.
- Время собирать камни: апология поруганных категорий философии и политики // Логос, 2007, № 6, С.209-231.
- (Не)мыслящая Россия: антитеоретический консенсус как фактор интеллектуальной стагнации // Прогнозис, 2007, 3. С.284-303
- Коллегиально разделённая власть и условия поэтапного становления демократии в России // Полис 2008.
- Социологическая «отмена философии» — вызов, заслуживающий размышления*и ответа // Вопросы философии. 2008, № 3. С.38-50.
- Спор о методе", школа «Анналов» и перспективы социально-исторического познания // Общественные науки и современность, 2008, № 1.
- Философия небытия: новый подъём метафизики или старый тупик мышления? // Credo New, 2011, № 1(65) C. 158—186.
- Возрождение номотетики: основания и перспективы исторической макросоциологии // Способы постижения прошлого. М, 2011, Канон+, ИФРАН, с 251—278.
- Российский менталитет: наиболее конструктивные концепции и их критика// Мир России, 2011, № 1.
- Смысл истории как испытание человечества: философские основания глобальной правовой и судебной системы // Credo new. 2012. № 3.
- Теории исторической динамики Рэндалла Коллинза и контекст российской политики // Полис (Политические исследования), 2012, № 6. С. 126—141.
- Превращение населения в народ: принципиальная схема // Отечественные записки. 2012, 1.
- Образ будущего миропорядка и стратегии России // Политическая концептология, 2012, № 1. С. 82-96.
- Конституционные ценности, смысл истории и тройственное самоиспытание обществ // Общественные науки и современность. 2013. № 4. С. 151—164.
- Драма испытаний в колее российских циклов (ценностные и макросоциологические основания для учебников отечественной истории) // Ценности и смыслы, № 3(25), 2013. С.54-66.
- Интеграция фундаментальных проблем современной философии истории и макросоциологии // Метод. 2014. № 4. С. 261—279.
- Принципы и критерии легитимности постреволюционной власти // Полис (Политические исследования). 2014. № 5. С. 90-107.
- Новая актуальность философии истории и проблема согласования описаний прошлого // Общественные науки и современность. 2014. № 2. С. 150—160.
- Критика реформы РАН учеными и ценности российской науки // Философия и эпистемология науки, 2015, № 4. С.180-198.
- Теория трансформации политических режимов и природа неопатримониализма. // // Полис (Политические исследования). 2015. № 6. С. 157—172.
- Динамика государственных распадов: опыт концептуального моделирования // Политическая концептология, 2016, № 3, с. 58-73
- Геополитика как наука: отменить нельзя развивать // Полития, 2016, 3, с. 130—148.
- Русская философия в поворотах истории: фатальна ли периферийность?// Философия и общество. 2016. № 3 (80). С. 96-115
- Революционные волны в мировой истории: динамические модели роста и угасания // ЭКО, 2016, 10. С.78-95.
- Динамика расцветов и распадов обществ: на пути к охватывающей парадигме // Общественные науки и современность, 2016, 4. С.146-158.
- «Провинциализм», «туземство» и факторы интеллектуальной «столичности» в социальном познании // Социологический журнал, 2016. Том 22, № 1. С.8-25.
- Неопатримониальные режимы: разнообразие, динамика и перспективы демократизации // // Полис (Политические исследования). 2016. № 1. С. 139—156.
- Вектор русской революции. — модернизация или контрмодернизация? // Полис (Политические исследования), 2017, № 2. С. 8-25.